# Migdal ha-Emek
Migdal ha-Emek (hebr. מגדל העמק; arab. مجدال هعيمق/مغدال هعيمق; ang. Migdal HaEmeq; pol. Wieża Doliny) – miasto położone w Dystrykcie Północnym w Izraelu.
Miasto jest liderem rozwoju nowych technologii, szczyci się tytułem „Doliny Krzemowej Północy”. Rozwój przemysłu oraz wysoki poziom edukacji umożliwiły rozbudowę nowych osiedli mieszkaniowych, które tak zostały wkomponowane we wzgórza położone na północ od Doliny Jezreel, aby miasto pełniło funkcję „Wieży górującej nad Doliną”. W jego otoczeniu znajdują się rozległe tereny zielone.

## Położenie
Miasto Migdal ha-Emek leży na południowo-zachodnich zboczach masywu górskiego Hare Nacerat (około 400 m n.p.m.), stanowiącego północną granicę intensywnie użytkowanej rolniczo Doliny Jezreel w Dolnej Galilei, na północy Izraela. W jego otoczeniu znajdują się miasta Nazaret i Afula, miasteczka Jafa an-Naserije i Ilut, moszawy Tel Adaszim i Nahalal, kibuce Mizra, Ginnegar, Sarid, Jifat i Kefar ha-Choresz oraz wsie komunalne Timrat i Giwat Ela. Osady wiejskie należą do Samorządu Regionu Emek Jizre’el.
Migdal ha-Emek jest położone w Poddystrykcie Jezreel, w Dystrykcie Północnym Izraela.

## Środowisko naturalne
Miasto jest położone na południowo-zachodnich zboczach masywu górskiego Hare Nacerat, na wysokości od 100 do 260 metrów n.p.m. Zbocza opadają do Doliny Jezreel – w kierunku południowym stosunkowo stromo, a ku zachodowi łagodnie. Natomiast po stronie północno-wschodniej teren wznosi się w kierunku środkowej części wzniesień Hare Nacerat. Na północ i północny zachód od miasta wznoszą się zalesione wzgórza Giwat Jif’a (430 m n.p.m.), Bahrani Har (438 m n.p.m.), Har Cameret (470 m n.p.m.) i Giwat Timrat (364 m n.p.m.). Z północnej części miasta wypływa strumień Cwi, a z południowej strumień Jif’at.

## Historia
W okolicy Migdal ha-Emek odkryto pozostałości starożytnej prasy do wina pochodzącej z epoki brązu, jaskinię z miejscami pochówkami z okresu hellenistycznego, kopalnię kredy i miejsca pochówku z okresu rzymskiego, oraz ślady starego kamieniołomu z okresu bizantyjskiego. Dowodzi to wczesnego osadnictwa ludzkiego w tym miejscu. Od XVI wieku istniała tutaj arabska wieś Al-Mudżajdil.  Od 1898 roku we wsi istniał męski klasztor franciszkanów Archanioła Gabriela. Po jakimś czasie zakonnice założyły przy nim szkołę i klinikę, natomiast zakonnicy wybudowali kościół św. Gabriela. Pod koniec I wojny światowej w 1918 roku cała Palestyna przeszła pod panowanie Brytyjczyków, którzy w 1922 roku formalnie utworzyli Brytyjski Mandat Palestyny. W następnych latach organizacje syjonistyczne rozpoczęły intensywną akcję osadnictwa żydowskiego w Dolinie Jezreel. Rozwijające się osadnictwo żydowskie było jednym z czynników pobudzających konflikt izraelsko-arabski. W poszukiwaniu skutecznego rozwiązania w dniu 29 listopada 1947 roku została przyjęta Rezolucja Zgromadzenia Ogólnego ONZ nr 181. Zakładała ona między innymi, że tutejsza arabska wieś al-Mudżajdil miała znaleźć się w granicach nowo utworzonego państwa arabskiego. Arabowie odrzucili tę rezolucję i dzień później doprowadzili do wybuchu wojny domowej w Mandacie Palestyny. W trakcie jej trwania wieś zajęły siły Arabskiej Armii Wyzwoleńczej, które paraliżowały żydowską komunikację w rejonie. Z tego powodu podczas I wojny izraelsko-arabskiej Izraelczycy przeprowadzili w lipcu 1948 roku operację „Dekel”. Podczas tej operacji wieś al-Mudżajdil została zdobyta, wysiedlona i zniszczona. Z budynków ocalały jedynie klasztor i kościół. Do 1952 roku zakonnicy oczekiwali na powrót arabskich mieszkańców, mając nadzieję na odbudowę wioski. Po decyzji o budowie żydowskiego miasta wyjechali. Od 1999 roku w klasztorze ponownie przebywają zakonnicy. Prowadzą oni działalność edukacyjną dla arabskich chrześcijan w sąsiednich miejscowościach. Nadają także chrześcijańskie audycje radiowe i internetowe w języku arabskim.
Współczesna osada została założona 30 listopada 1952 roku jako prowizoryczny obóz dla imigrantów żydowskich (ma'abarot). Pierwszymi mieszkańcami było 80 rodzin, które wcześniej mieszkały w podobnym obozie przy Ramat Jiszaj. Początkowo planowano utworzenie tutaj osady o charakterze rolniczym, jednak górska okolica i brak gruntów ornych spowodowały, że rozpoczęto budowę osiedli mieszkaniowych o charakterze miejskim. Osada do końca lat 50. XX wieku przeżywała duże trudności finansowe, a jej mieszkańcy zatrudniali się przy sezonowych pracach rolniczych w Dolinie Jezreel. Zmianie planów musiały więc towarzyszyć duże inwestycje, aby osada mogła stać się centrum usługowym dla całego rolniczego regionu. Inwestycje te miały także wzmocnić pozycję społeczności żydowskiej w rejonie arabskiej aglomeracji miejskiej Nazaretu. Działania te zdołano przeprowadzić dopiero w połowie lat 70. XX wieku. Nowa miejscowość miała nazywać się Migdal Chaim (hebr. מגדל חיים), na cześć pierwszego prezydenta Izraela Chaima Weizmana. Jednak rządowa komisja nazewnictwa odrzuciła ten plan i zaleciła obecną nazwę Migdal ha-Emek. Podczas wojny Jom Kipur w dniu 9 października 1973 roku syryjskie pociski rakietowe ziemia-ziemia FROG-7 spadły na osiedla mieszkaniowe Migdal ha-Emek, powodując duże straty materialne. W 1988 roku osada otrzymała prawa miejskie. W latach 90. XX wieku miasto przyjęło wielu imigrantów z krajów byłego ZSRR.
Wieloletnim burmistrzem miasta był do 1998 Sza’ul Amor.

### Nazwa
Hebrajska nazwa miasta jest tłumaczona na język polski jako Wieża Doliny i odnosi się do strategicznego położenia miasta górującego nad północną częścią Doliny Jezreel.

## Demografia
Według danych Izraelskiego Centrum Danych Statystycznych w 2011 roku w Migdal ha-Emek żyło ponad 24 tys. mieszkańców, z czego 92,2% stanowili Żydzi (reszta to inne narodowości). Miasteczko charakteryzuje się niewielkim, lecz stałym wzrostem liczebności. Według danych z 2011 roku przyrost naturalny w porównaniu do poprzedniego roku wyniósł 0,3%. W roku tym urodziło się 423 dzieci, a zmarło 171 osób (odnotowano 2 zgony niemowląt). Według danych za 2010 rok liczba zatrudnionych pracowników wynosiła 11011, a liczba osób pracujących na własny rachunek wynosiła 476. Średnie miesięczne wynagrodzenie w 2010 roku wynosiło 5599 ILS (średnia krajowa 7522 ILS). Zasiłki dla bezrobotnych pobierały 293 osoby, w tym 130 mężczyzn (średni wiek: 42 lata). Świadczenia emerytalne oraz rentowe pobierały 3112 osoby, a zapomogi społeczne 1489 osoby.
| Wiek (w latach) | Procent populacji w % |
| --------------- | --------------------- |
| 0 – 4           | 8,0                   |
| 5 – 9           | 7,8                   |
| 10 – 14         | 8,4                   |
| 15 – 19         | 8,6                   |
| 20 – 29         | 14,5                  |
| 30 – 44         | 18,7                  |
| 45 – 59         | 17,3                  |
| 60 – 64         | 5,3                   |
| 65 –            | 11,4                  |

Źródło danych: Central Bureau of Statistics.

## Symbole
Herb Migdal ha-Emek został przyjęty w 1963 roku. Przedstawia on dom położony na zboczu góry, co ukazuje szczególne położenie geograficzne miasta. Znajdujące się poniżej zaorane pola pokazują intensywnie eksploatowaną rolniczo Dolinę Jezreel. Widniejąca po prawej stronie gałązka oliwna nawiązuje do powszechnie rosnących w tej okolicy drzew oliwnych. Dolna część herbu jest wykończona na kształt koła zębatego, co symbolizuje lokalny przemysł.

## Polityka
Burmistrzem miasta jest Elijahu Barda. Ratusz miejski znajduje się przy ulicy ha-Emek.

## Gospodarka
Miasto jest liderem rozwoju nowych technologii i dlatego miało przyznany tytuł „Doliny Krzemowej Północy”. Tutejsze parki przemysłowe dają miejsca pracy dla mieszkańców miasta i okolicznych wiosek, dzięki czemu tutejsza stopa bezrobocia należy do jednej z najniższych w kraju. Miasto posiada trzy główne strefy przemysłowe:
- położona w północnej części miasta strefa przemysłowa Ramat Gabriel jest największa i przeznaczona głównie dla branży high-tech. Daje ona zatrudnienie dla około 4 tys. pracowników. Zakład TowerJazz produkuje układy scalone dla ponad 200 klientów na całym świecie. Posiada on tutaj dwie linie produkcyjne w odrębnych halach[17]. Spółka Flex dostarcza globalne usługi w zakresie projektowania platform internetowych oraz usług serwisowych takich jak zwiększanie prędkości obsługi klientów[18]. Największym tutejszym zakładem jest produkujący nylon do zastosowań odzieżowych zakład Nilit[19].
- południowa strefa przemysłowa przeznaczona jest dla małych przedsiębiorców, hurtowni i firm usługowych. Pracuje tutaj około 2 tys. pracowników. Jest to najstarsza strefa przemysłowa miasta.
- strefa przemysłowa Sagi 2000 została utworzona na południe od południowej strefy przemysłowej. Znajduje się ona po południowej stronie drogi nr 73. Jest ona otwarta na nowe inwestycje[16][20].

## Infrastruktura
Remiza straży pożarnej znajduje się w południowo-wschodniej części miasta, przy ulicy ha-Tse'elon. W mieście nie ma szpitala. Najbliższymi są Centrum Medyczne Doliny w Afuli oraz szpitale w Hajfie i Nazarecie. Cmentarz komunalna jest położony przy ulicy ha-Banim w północno-zachodniej części miasta.

## Transport
Miasto jest położone pomiędzy najważniejszymi arteriami komunikacyjnymi Doliny Jezreel, co wywiera korzystny wpływ na jego rozwój. Wzdłuż południowej granicy miasta przebiega droga nr 73, natomiast droga nr 75 pełni funkcję północnej obwodnicy. Przez samo centrum miasta przebiegają jedynie lokalne drogi. W kierunku północno-zachodnim wychodzi droga nr 7555 prowadząca do północnej obwodnicy. W kierunku wschodnim wychodzi droga nr 7756, prowadząca również do północnej obwodnicy. Natomiast na południe prowadzi droga droga nr 7255, którą dojeżdża się do południowych stref przemysłowych oraz drogi nr 73. Natomiast najważniejsze arterie komunikacyjne umożliwiają dalsze poruszanie się po całym regionie. Jadąc drogą nr 73 na zachód, dojeżdża się do kibuców Sarid i Jifat, a na wschód – do kibucu Ginnegar i dalej do skrzyżowania z drogą nr 60. Natomiast jadąc drogą nr 75 na zachód, dojeżdża się do wsi komunalnej Timrat i skrzyżowania z drogą nr 73 przy moszawie Nahalal, podążając na wschód – do miasteczka Jafa an-Naserije i dalej do miasta Nazaret. Głównym środkiem transportu publicznego są dalekobieżne autobusy linii Egged i lokalne autobusy linii Kavim. Przez cały dzień autobusy regularnie odjeżdżają do Hajfy, Afuli, Jerozolimy i Tel Awiwu. W samym śródmieściu Migdal ha-Emek znajduje się dworzec autobusowy.
W 2011 roku w mieście było zarejestrowanych 6428 pojazdów silnikowych, w tym 5315 samochodów osobowych (średnia wieku samochodów prywatnych wynosiła 8 lat). W roku tym w mieście doszło do 26 wypadków drogowych.

### Transport kolejowy
Izraelski rząd przyjął plan budowy linii kolejowej Rakewet Jisra’el, która ma w przyszłości połączyć Hajfę z Nazaretem. Początkowo zakładano, że linia będzie obsługiwać jedynie lekkie pociągi pasażerskie, jednak w 2011 roku zdecydowano, że będą tędy także jeździć ciężkie pociągi towarowe. Linia kolejowa będzie przebiegać wzdłuż południowej granicy miasta i Migdal ha-Emek będzie mieć własną stację kolejową.

### Transport lotniczy
W odległości 6 km na południe od miasta znajduje się port lotniczy Megiddo. Mogą na nim lądować niewielkie prywatne samoloty. Natomiast 17 km na północny zachód znajduje się duży port lotniczy Hajfa obsługujący połączenia międzynarodowe.

## Architektura

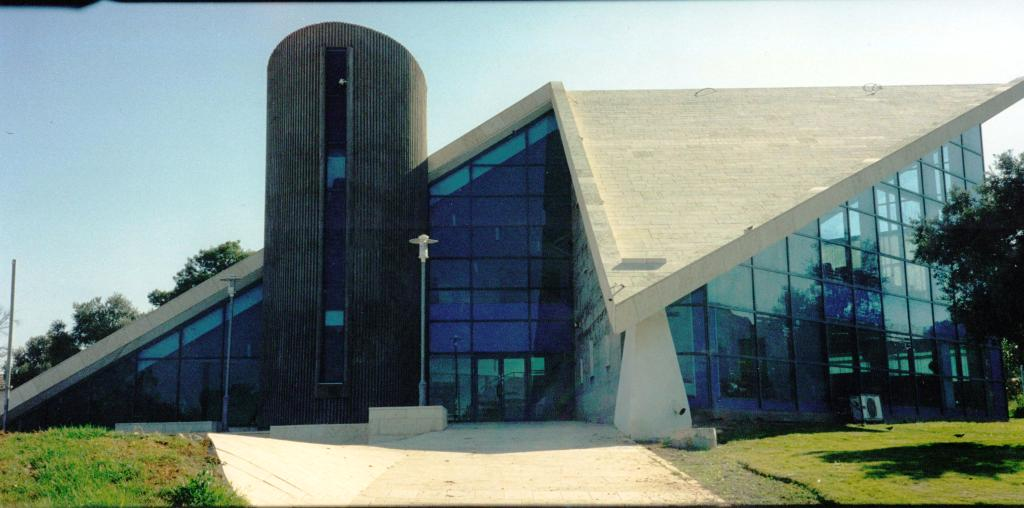
Dom pamięci poległych żołnierzy w Migdal ha-Emek

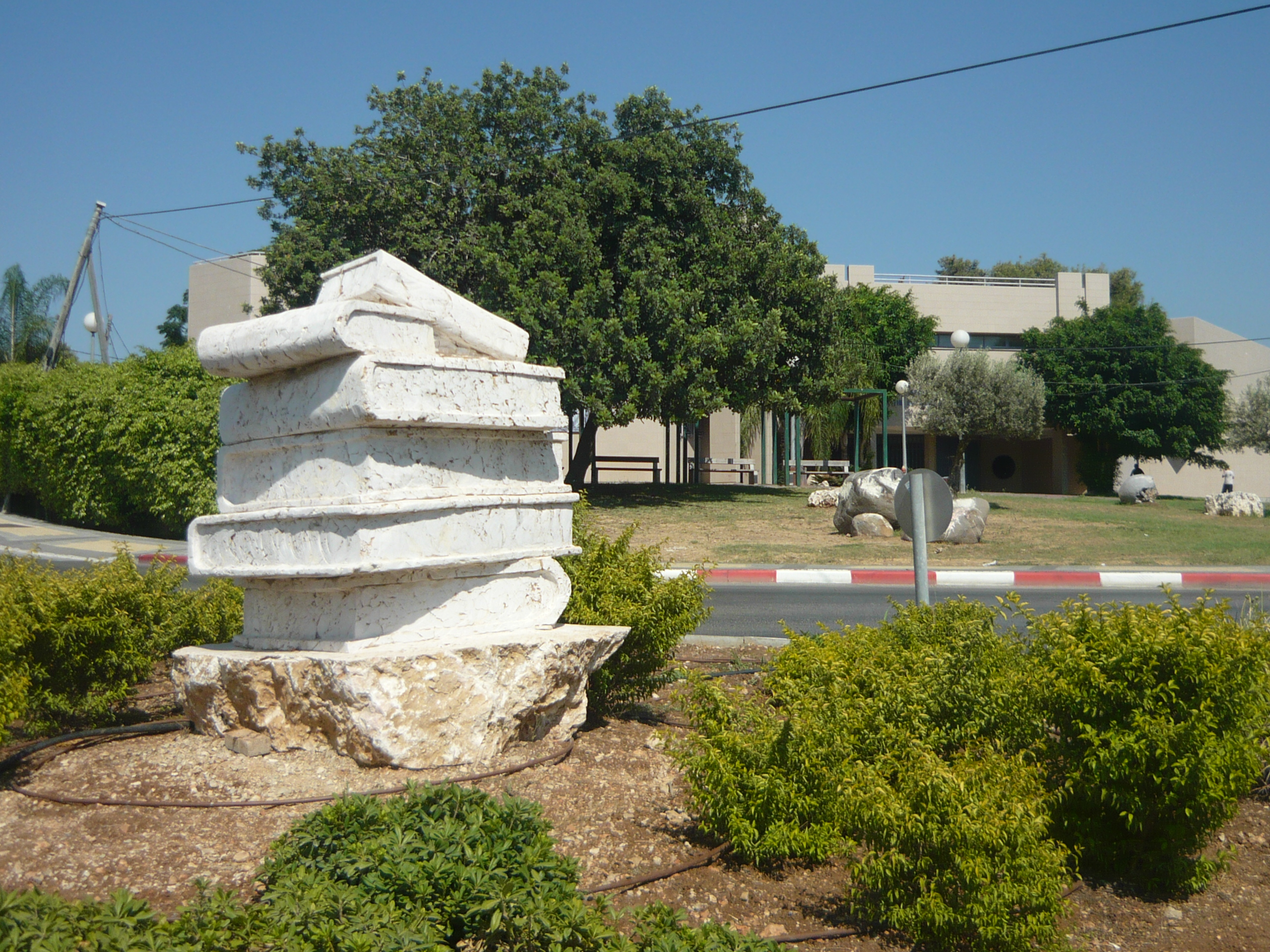
Rzeźba w parku w Migdal ha-Emek

Rozwój nowoczesnego przemysłu oraz wysoki poziom edukacji od wielu lat przyciągały nowych mieszkańców do Migdal ha-Emek. Powodowało to nieustanną potrzebę budowy nowych mieszkań. Z tego powodu władze miejskie opracowały długofalowy plan rozwoju budownictwa mieszkaniowego, który przewiduje rozbudowę miasta o 40% względem obecnej wielkości. Plan tworzono z uwzględnieniem priorytetów ekologicznych. Za punkt wyjściowy przyjęto przy tym ideę, że miasto będzie nadal pełnić funkcję „Wieży górującej nad Doliną Jezreel”. Dlatego osiedla mieszkaniowe są budowane na stokach okolicznych wzgórz, w otoczeniu licznych parków i lasów. W północnej części miasta znajduje się największy miejski Park Rabina. Został on utworzony w 2006 roku przez Żydowski Fundusz Narodowy i zajmuje powierzchnię 35 ha. W południowo-wschodniej części miasta położony jest Park Balfoura, który zajmuje powierzchnię 4,3 ha. Z mniejszych parków są tutaj: Ogród Niccanim, Ogród Jamin, Ogród ha-Szuk, Ogród ha-Parsa, Ogród Rasko, Park Migdal Or, Park ha-Arawa, Park ha-Atikot, Park Pninat ha-Emek, Park Nofar i Park ha-Zeitim. Miasto posiada kilka osiedli mieszkaniowych: Kirjat Rabin, Pinhas Safir, Izrael Garden, Hemar, Ja’arat ha-Emek, Szchuna Ma'aravit, Szunamit, Migdal Or, Micpe ha-Emek, Jefe Nof, Ramat Eszkol, Migdal ha-Emek, Ramat Balfour, Szchunat Szalom, Rasko, Pninat ha-Emek, Północny Ninat ha-Emek, Nof ha-Emek i Jasmin. Zabudowa miasta w większości składa się z niskich domów mieszkalnych.

## Kultura
W samym centrum miasta znajduje się Centrum Kultury Migdal ha-Emek. Posiada ono własną bibliotekę miejską, profesjonalne centrum szkoleń komputerowych, liczne pomieszczenia warsztatowe i salę koncertową, w której odbywają się występy teatralne. Centrum realizuje działalność kulturalną w mieście poprzez sieć osiedlowych domów kultury, które prowadzą programy dla dzieci, młodzieży i starszych. Dodatkowo działają centrum tańca i muzyki oraz amfiteatr. Miasto prowadzi specjalną witrynę internetową dla młodzieży, na której oferowane są różnorodne zajęcia kulturalno-sportowe.
Od 2010 roku w mieście organizowany jest Festiwal Animacji Migdal ha-Emek „Animix”, na którym prezentowane są animacje, kreskówki oraz komiksy. We współczesnym świecie znajdują one coraz częściej miejsce w cyfrowych formach prezentacji na telefonach komórkowych, iPadach etc. Festiwal odbywa się we współpracy z Ministerstwem Kultury i Sportu.

## Edukacja
Zgodnie z danymi Izraelskiego Centrum Danych Statystycznych w Migdal ha-Emek mieści się 14 przedszkoli oraz 22 szkoły – w tym 14 szkół podstawowych, 5 gimnazjów i 7 szkół średnich. W 2011 roku w 247 klasach szkolnych uczyło się ponad 5,3 tys. uczniów, w tym 2,9 tys. w szkołach podstawowych. Średnia liczba uczniów w klasie wynosiła 22. W północno-zachodniej części miasta znajduje się ważna instytucja religijno-edukacyjna Chabad-Lubawicz. Jest to religijna szkoła dla chłopców i college rabiniczny Jesziwa Tomchei Tmimim Chabad-Lubavitch. W pobliżu jest jesziwa Letseirim Nezer Hatora. W południowej części miasta leży jesziwa Migdal Or i tuż obok religijna szkoła Talmud-Tora.

## Turystyka
Największą atrakcją miasta jest wybudowana w 1985 roku słynna wieża widokowa z obracającą się restauracją na szczycie. Znajduje się ona przy ulicy Lo'a ha-Ari we wschodniej części miasta. W północnej części miasta znajduje park miejski – Park Rabina. Zajmuje on powierzchnię 35 ha, na której połączono walory krajobrazu Galilei z nowoczesnymi terenami wypoczynkowymi. Po stronie południowo-wschodniej miasta na powierzchni 43 ha rozciąga się Las Balfoura. Są tu miejsca ochrony cyklamenów. Na całej tej zalesionej okolicy poprowadzono ścieżki spacerowe oraz trasy wycieczek rowerowych.

## Sport i rekreacja
Miasto posiada basen pływacki, sale sportowe i boiska oraz centrum tenisa. W mieście działa klub sportowy Hapoel Migdal ha-Emek, który posiada liczne sekcje sportowe, w tym piłki nożnej i koszykówki.

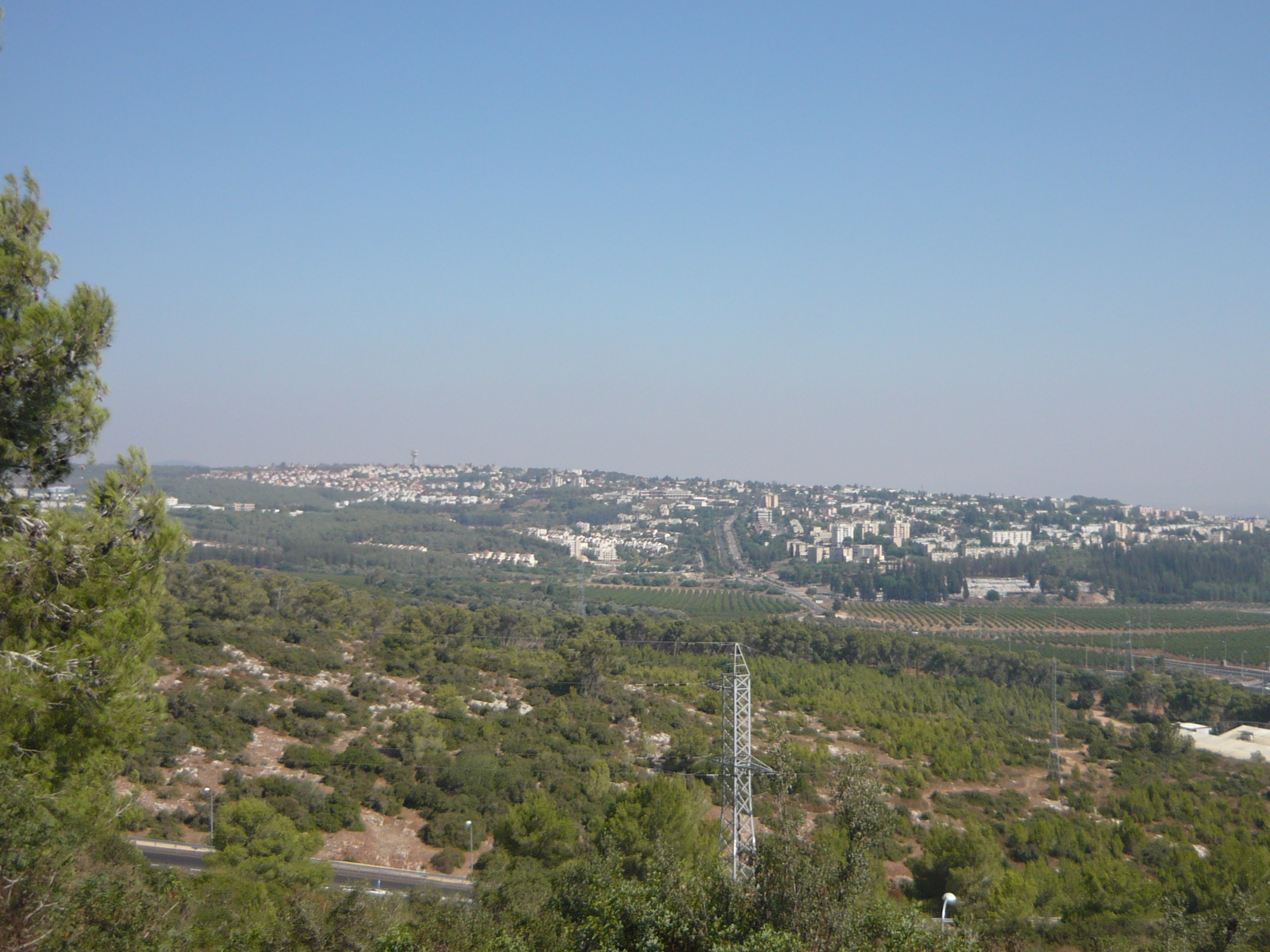
Widok na Migdal ha-Emek

## Wojsko
W otoczeniu miasta jest położonych kilka baz wojskowych Sił Obronnych Izraela. Na południowym zachodzie znajduje się baza lotnicza Ramat Dawid, na północy baza wojskowa Ma’alul, a bardziej na południu jest położona baza wojskowa Amos z przyległym do niej lotniskiem Megiddo.